# Aristolochia elongata
Aristolochia elongata là một loài thực vật có hoa trong họ Aristolochiaceae. Loài này được (Duch.) E.Nardi mô tả khoa học đầu tiên năm 1984.